# Lawson-Nunatak
Der Lawson-Nunatak ist ein kleiner gezahnter Nunatak im ostantarktischen Mac-Robertson-Land. In der Masson Range der Framnes Mountains ragt er 3 km südöstlich des Branson-Nunatak auf.
Der Nunatak diente einer 1968 durchgeführten Kampagne der Australian National Antarctic Research Expeditions als fixer Kreuzungspunkt für trigonometrische Vermessungen des Gebiets. Das Antarctic Names Committee of Australia (ANCA) benannte ihn nach Edgar J. Lawson, der bei den 1967 durchgeführten Vermessungen assistierte.